# Fließamöben
Die Fließamöben (Vahlkampfia) sind eine Protozoen-Gattung aus der Gruppe der Heterolobosea.

## Merkmale
Im Gegensatz zu den meisten Heterolobosea fehlt im Lebenszyklus der Fließamöben ein begeißeltes Stadium, auch Fruchtkörper bilden sie nicht. Die Amöben weisen stets nur einen Zellkern auf. Die Zysten können eine gelatinöse Hülle aufweisen, Poren für die Excystierung fehlen fast immer.

## Lebensweise
Fließamöben ernähren sich von Bakterien, Blaualgen und organischen Schlammbestandteilen, die sie nach Umfließen in die Zelle aufnehmen.

## Systematik
Die Gattung galt lange als ausgesprochen artenreich, vor allem anhand molekularbiologischer Untersuchungen der rDNA erwiesen sich zahlreiche Arten jedoch als nicht zur Gattung gehörig. Einige Arten wurden in neue Gattungen überstellt (Paravahlkampfia, Neovahlkampfia), andere zählen nun zur Gattung Tetramitus. Die verbliebenen fünf Arten sind:
- Vahlkampfia avara
- Vahlkampfia inornata
- Vahlkampfia ciguana
- Vahlkampfia orchilla
- Vahlkampfia signyensis

## Einige Beispielarten
Die Funde von der Art Vahlkampfia avara liegen in Nordamerika und Tscheslowakei. Es wurde aus des Nase vom Schwein isoliert, Funde stammen auch vom Süßwasser. Die Größe des Kern liegt meistens bei 3,4–4,8 μm. Die Zysten haben eine Größe von ca. 9,7 μm. Bei Vahlkampfia inornata erreicht der Kern Größen zwischen 3,4 und 4,5 μm, Größe der Zysten liegt bei 10 μm.